# Sky Mile Tower
La Sky Mile Tower est un projet de gratte-ciel de 1 700 m (5 577 pieds) à Tokyo, au Japon.
La conception de la tour fait partie d'une initiative appelée Next Tokyo 2045 à des fins de recherche et développement et a été faite par Kohn Perdersen Fox Associates et Leslie E. Roberson Associates.